# Rückgewinnungshilfe
Die Rückgewinnungshilfe war bis 2017 im Strafverfahren eine Befugnis zur (behördlichen) Sicherstellung von beweglichen Sachen, die sich rechtswidrig in einem fremden Gewahrsam (Besitz) befinden, beispielsweise weil sie gestohlen, oder nach dem Verleihen nicht mehr zurückgegeben wurden. Sie diente der Eigentumssicherung Dritter. 
Seit 2017 werden alle Einziehungsgegenstände nach den §§ 73ff. StGB eingezogen und ggf. nach § 459 h StPO an den Geschädigten zurückgegeben.

## Alte Rechtslage bis 2017
Nachfolgend wird die alte Rechtslage vor der Reform des Abschöpfungsrechts zum 1. Juli 2017 dargestellt. Das Institut der Rückgewinnungshilfe existiert nicht mehr wie nachfolgend dargestellt in Deutschland. 
Zielsetzung ist hierbei die Rückgabe an den Eigentümer. Ebenfalls erfasst ist der staatliche Zugriff auf Vermögensrechte des Beschuldigten, die an sich dem Verletzten einer Straftat zustehen. Geregelt ist die Rückgewinnungshilfe in § 111b Abs. 5 StPO.
§ 111b StPO ordnet zunächst allgemein an, dass Gegenstände, von denen anzunehmen ist, dass sie dem Verfall oder der Einziehung unterliegen, durch Beschlagnahme sichergestellt werden können.

## Über 2017 hinausgehende Relevanz
Allerdings sieht das materielle Strafrecht in § 73 Abs. 1 Satz 2 StGB vor, dass ein Verfall dann nicht angeordnet werden kann, wenn der Vermögensvorteil, dessen Verfall angeordnet werden soll, mit einem Ersatzanspruch des Geschädigten (etwa dem Schadensersatzanspruch des Opfers oder dem Anspruch des Fiskus auf zu zahlende Steuern) belastet ist. Die Regelung dient in dieser Fallkonstellation dem Schutz privater Rechte.
Diese Vorschrift, die dem Schutz des Geschädigten dient, müsste also konsequenterweise dazu führen, auch die Beschlagnahme zu verhindern. Tatsächlich wird dies aber regelmäßig nicht im Interesse des Geschädigten liegen, der vielmehr gerade durch die Beschlagnahme hoffen kann, den Gegenstand zurückzuerhalten.
§ 111b Abs. 5 StPO enthält deshalb eine besondere Vorschrift, welche die Beschlagnahme auch dann gestattet, wenn der Verfall nur wegen der Vorschrift des § 73 Abs. 1 Satz 2 StGB nicht angeordnet werden kann.